# Kobresia tibetica
Kobresia tibetica là loài thực vật có hoa trong họ Cói. Loài này được Maxim. mô tả khoa học đầu tiên năm 1883.